# Saint-Laurent-de-Vaux

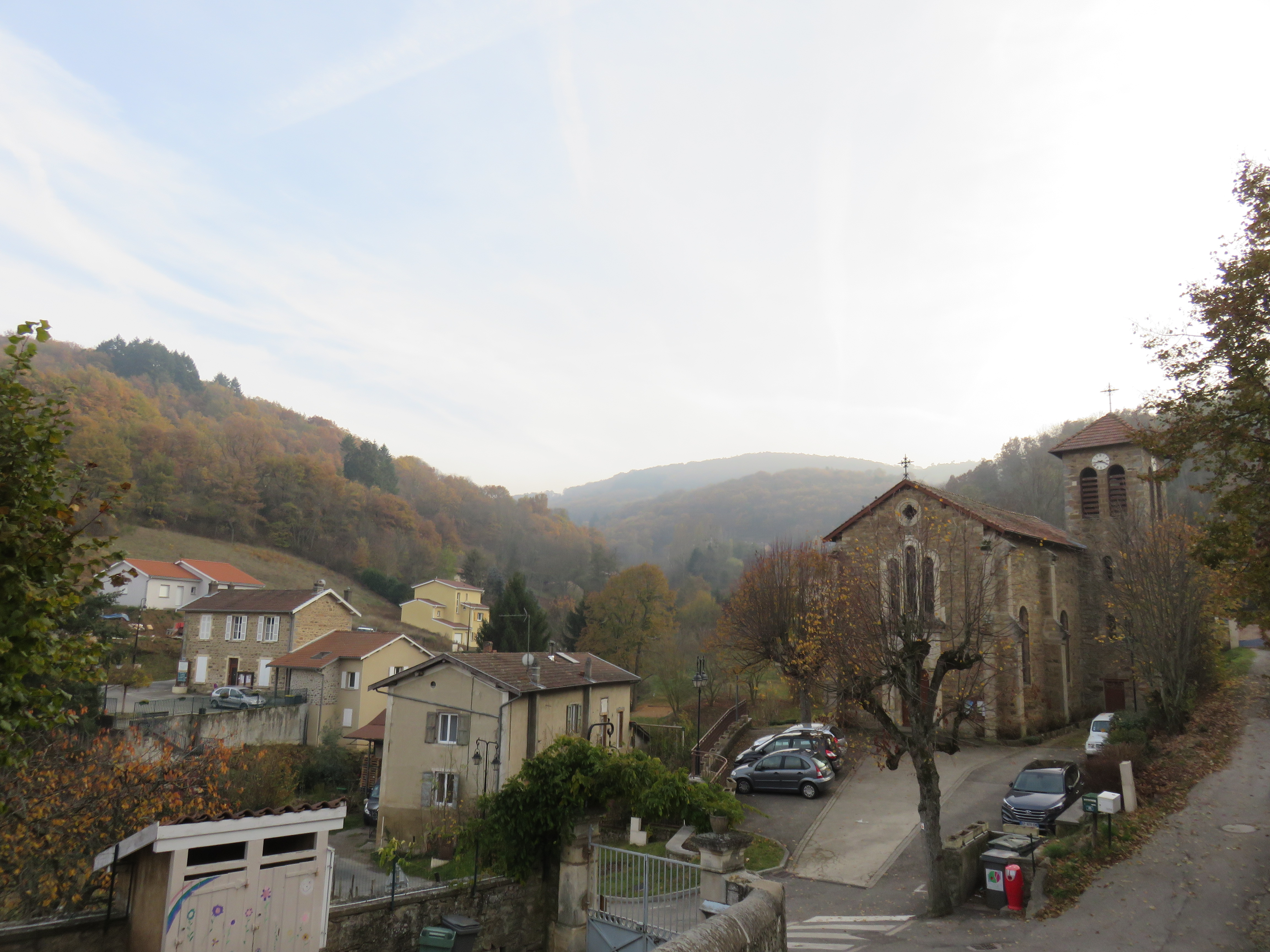
Blick auf Saint-Laurent-de-Vaux

Saint-Laurent-de-Vaux ist eine Commune déléguée in der französischen Gemeinde Vaugneray mit 282 Einwohnern (Stand: 1. Januar 2019) im Département Rhône in der Region Auvergne-Rhône-Alpes.

## Geographie
Saint-Laurent-de-Vaux liegt etwa 15 Kilometer westlich von Lyon am Fluss Yzeron.

## Geschichte
Es gibt keinen Beleg (weder archäologisch noch bibliographisch) dafür, ob der Ort in der Römerzeit bewohnt war.
Während der Französischen Revolution trug der Ort vorübergehend den Namen Vaux-la-Garde.
Bei den Kommunalwahlen im März 2014 fand sich für den ersten Urnengang kein Kandidat. Im zweiten Wahlgang wurde der Bürgermeister Raymond Mazurat und seine Mannschaft übergangsweise gewählt mit dem Auftrag, die Gemeinde mit der Nachbargemeinde Vaugneray zu fusionieren. Ein Erlass der Präfektur vom 9. Oktober 2014 verkündete dann die Schaffung der Commune nouvelle von Vaugneray zum 1. Januar 2015.

## Politik und Verwaltung
Seit dem 1. Januar 2015 gibt es in Saint-Laurent-de-Vaux einen Maire délégué, etwa unserem Ortsvorsteher vergleichbar.